# ジョルジョ・ガレシオ
ジョルジョ・ガレシオ（Giorgio Gallesio、1772年5月23日 - 1839年11月30日）はイタリアの判事、役人である。イタリアの果実の画集、"Pomona Italiana"などを出版した。

## 略歴

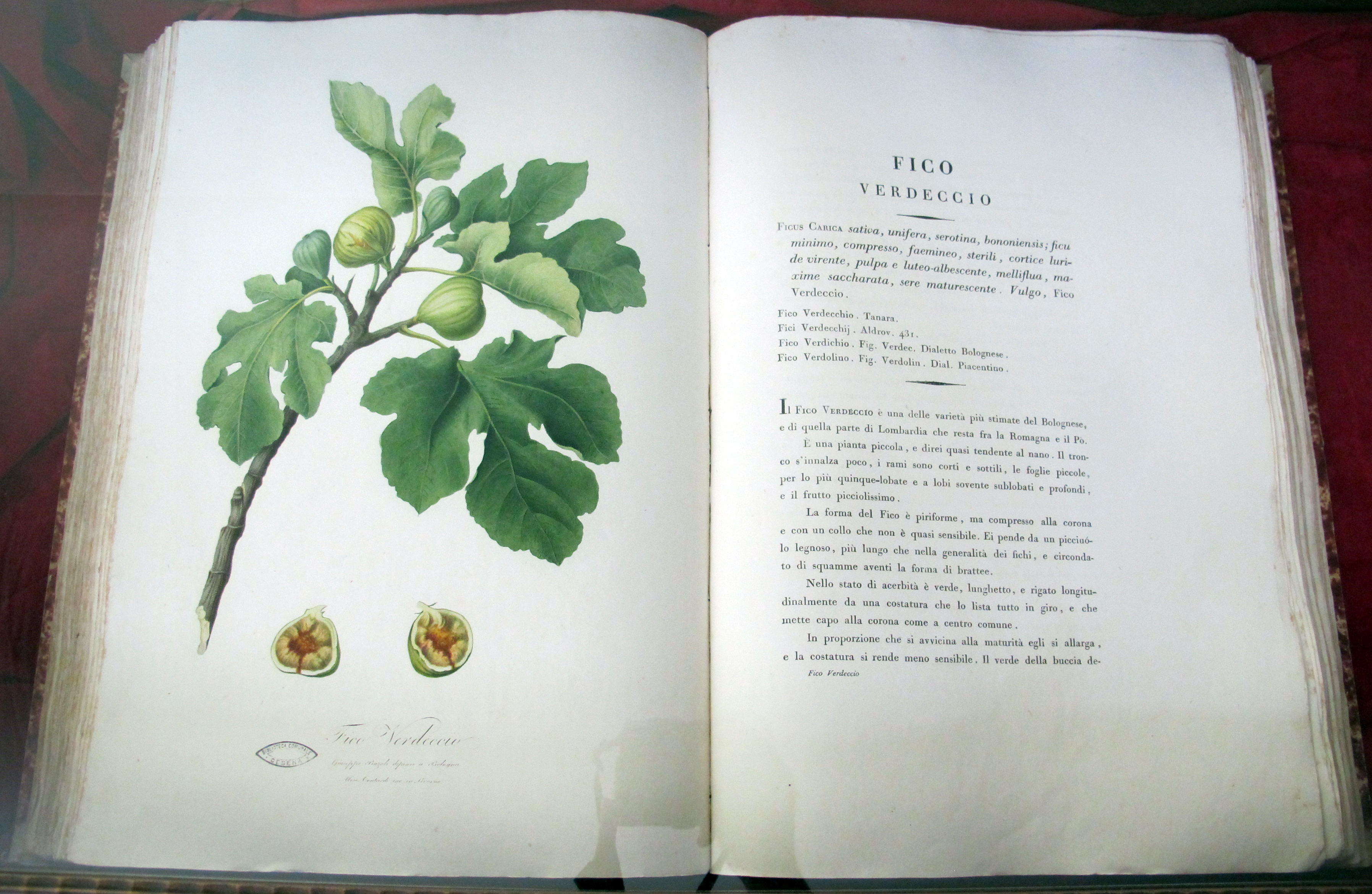
Pomona Italiana

サヴォーナのFinalborgoで法律家の家系に生まれた。1793年にパヴィア大学で法律の学位を取得し、判事として働く一方、大農園を経営した。サヴォーナがナポレオンに占領された後、1911年にサヴォーナの副知事に任命された。フランス第一帝政の崩壊後、ウィーン会議のジェノヴァ（リーグレ共和国）の代表団の法律顧問を務めた。リーグレ共和国がサルデーニャ王国に併合されるとサヴォイア家のために働いた。
有名な植物画集、『イタリアの果実』（"Pomona Italiana"）は160枚の手彩色の図が付けられた著作で1817年から1839年までかけて出版された。その他の著書として、フランス語でかかれた『柑橘類』（"Traité du citrus":1811）や『植物育種の理論』（ドイツ語版:1814年、イタリア語版:1816年）がある。

## 『イタリアの果実』の図版

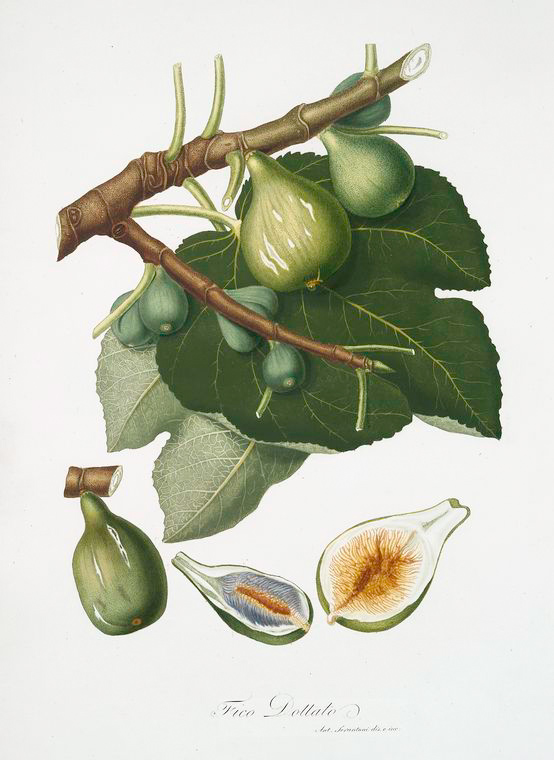
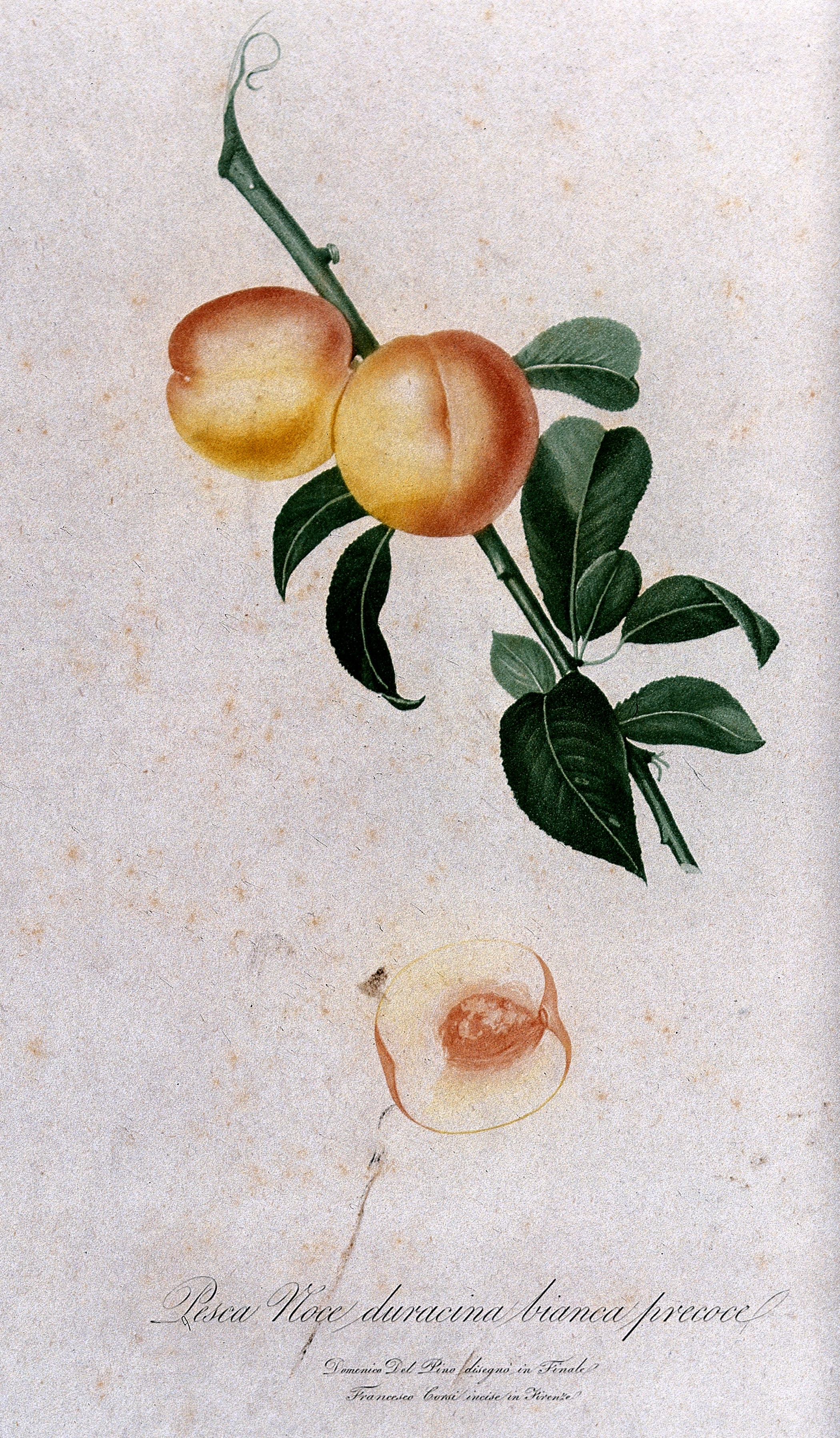
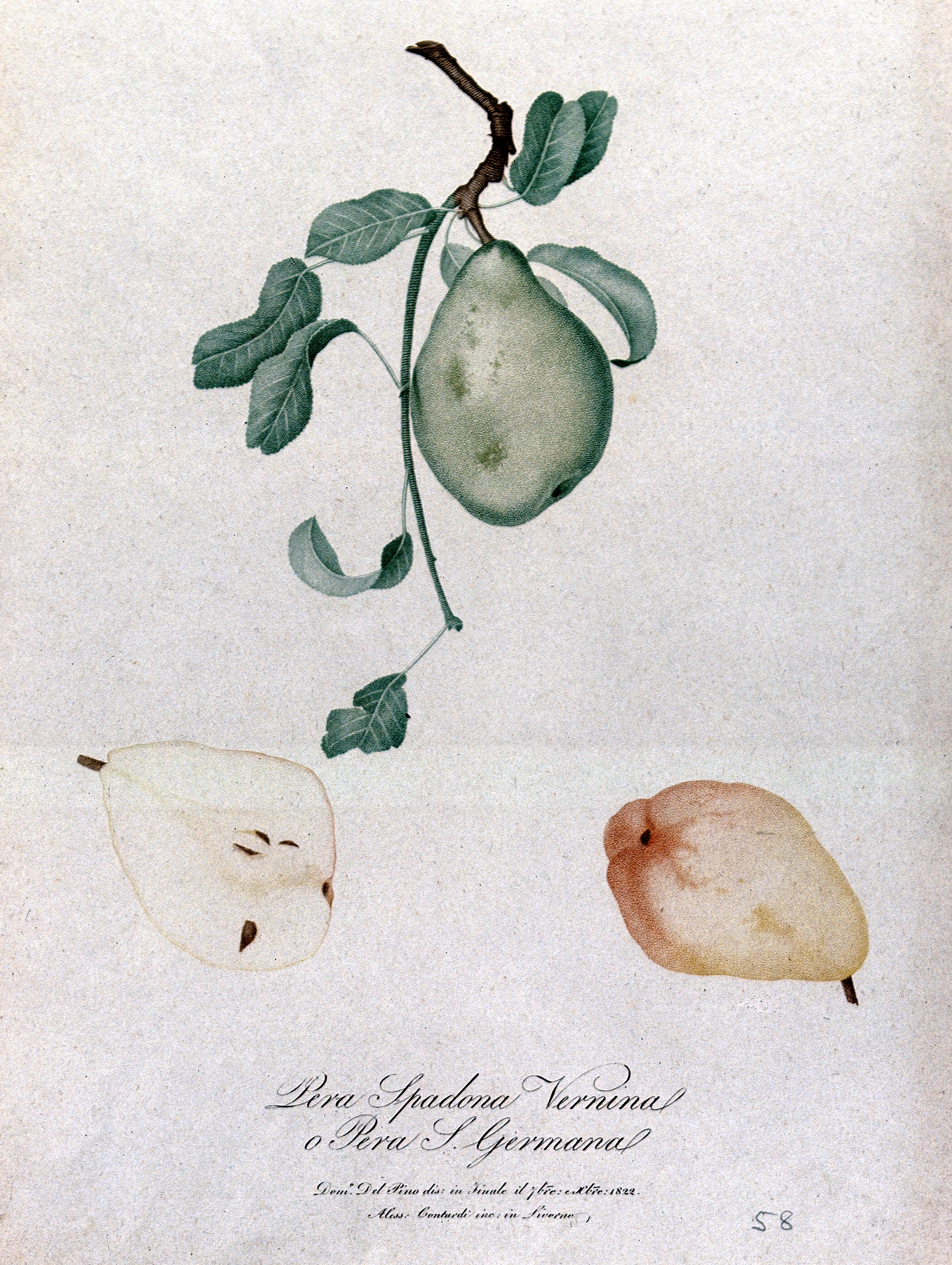
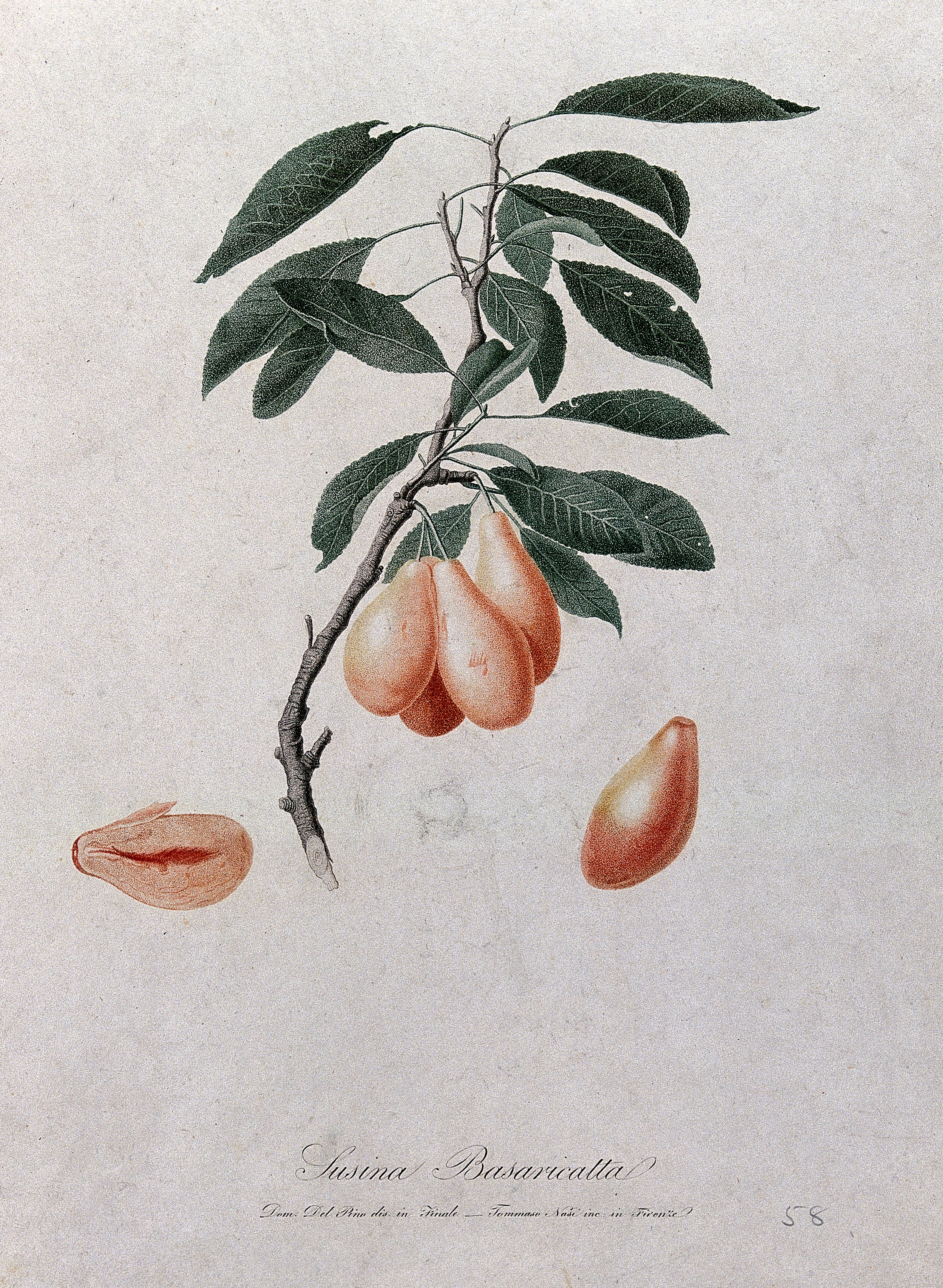
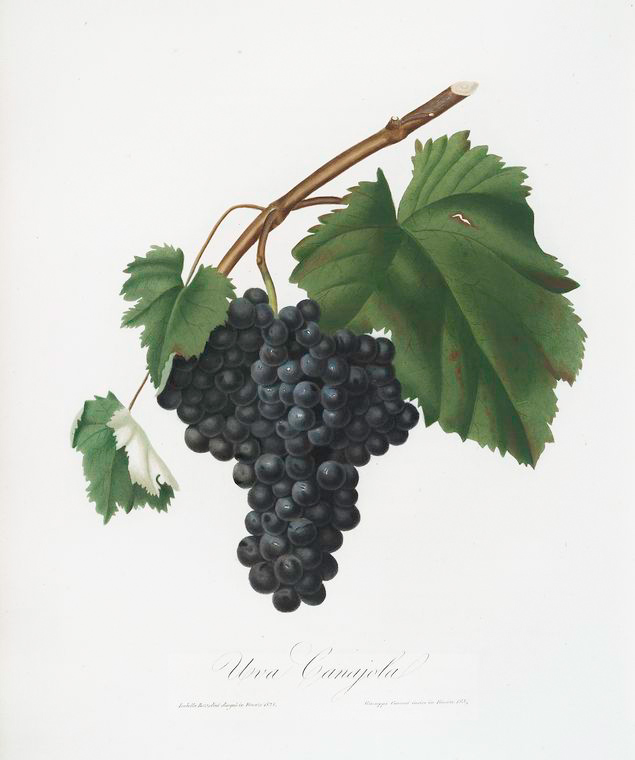